# 외젠 라비슈
외젠 라비슈(Eugène Labiche, 1815년 5월 6일 ~ 1888년 1월 22일)는 19세기 프랑스의 희극 작가이다. 파리에서 브루주아 가문의 자식으로 태어났으며 법학을 공부했다. 스무 살부터 잡지에 몇 개의 단편 희극을 있달아 발표하지만 대중의 관심을 끄는데 실패한다. 1838년 마르크 미셸(Marc Michel)과 공저인 《무한히 예의바른 남자 드 쿠알랭씨》(Monsieur de Coyllin, l’homme infiniment poli)를 통해 희극 및 보드빌 작가로 데뷔하였으며, 그로부터 잇달아 100편 이상의 작품을 발표하였다. 자크 오펜바흐의 부탁을 받고 오페레타나 희가극의 대본을 쓰기도 했다. 라비슈는 19세기의 대표적 희극작가로, 작품의 문학성과 대중성을 인정받아 아카데미 프랑세즈 회원으로도 선출되는 영광을 누렸다.
라비슈는 1830년대를 풍미한 외젠 스크리브의 ‘잘 짜인 극’(pièce bien faite)의 창작 기법을 계승하였다. 그는 아직까지도 우화적인 근대 희극의 창시자이자 ‘보드빌 연극의 황제’로 불리는데, 1850년대 이후 소극의 활기찬 연극 장치 동원, 에피소드와 치밀한 극 구조로 19세기 프랑스 사회의 시대적 흐름을 극도의 사실성으로 투영해 보드빌 연극을 풍속희극의 새로운 경지로 발전시켰다는 평가를 받고 있다.

## 생애
라비슈는 1815년 파리에서 태어나 1888년 작고하기까지 파리와 솔로뉴 지방 저택을 오가며 집필 생활을 했는데 그의 활발한 창작 기간은 나폴레옹 3세의 등극과 제2제정 시기에 해당된다. 왕정 시대의 지지자이며 권력의 지배 계층으로 부상한 시민계급이 정치·경제의 핵심으로 떠오르기 시작한 제2제정 사회에서 라비슈는 동시대의 관중, 연극에 열광하는 관중을 위해 작품을 썼다.
그의 희곡들은 수량 면에서 무척 방대하지만 대략 두 가지 영역으로 분류된다. 환상과 부조리가 지배하는 보드빌과 소극(farce)이 첫 번째 영역에 속하고, 사실성에 근접한 희극(comédie)이 두 번째 영역에 속한다. 초기 대표작 ＜이탈리아 밀짚모자＞(1851)를 비롯해 ＜까마귀 사냥＞(1853)은 협업자 마르크 미셸과 공동으로 집필했다. 그리고 에두아르 마르탱과 협업한 작품인 ＜페리숑 씨의 여행＞(1860)이 나온 이후 4년은 그의 화려한 작품 경력이 펼쳐진 시기다. 라비슈 작품의 정점에 해당되던 이 시기에 발표된 작품들로 ＜눈에 낀 먼지＞(1861), ＜샹보데 정거장＞(1862), ＜사랑하는 셀리마르＞(1863), ＜판돈 상자＞(1864), ＜나＞(1864), ＜표적＞(1864) 등을 손꼽을 수 있다. 특히 영미권에서 ＜천연 자석(Lodestone)＞이란 제목으로 소개되기도 한 ＜표적＞은 콩피에뉴 궁전에서 초연되어 나폴레옹 3세와 왕비 외제니의 찬사를 받은 라비슈의 후기 걸작으로 평가된다.
라비슈가 1870년대 이후 발표한 작품들은 주로 혼 외 애정 문제를 다루고 있는데 ＜사랑하는 셀리마르＞에서도 남녀의 삼각관계가 자세하게 그려진 바 있었지만 이것은 외적인 시각에 불과했던 반면, 대표작 ＜세 명 중 가장 행복한 사람＞(1870)과 ＜그것을 말해야 할까요?＞(1872)는 한 여인을 중심으로 남편과 애인이 벌이는 이야기의 내면을 철저히 파헤쳐 보여 주면서 우리가 미처 알지 못했던 우리 자신들의 미천함을 눈부신 유머로 깨닫게 해 준다.
1830년대를 풍미한 스크리브의 ‘잘 짜인 극’의 창작 기법을 계승한 라비슈는 1850년대 이후 소극의 활기찬 연극 장치들을 동원하고 흥미진진한 에피소드와 치밀한 극 구조를 포함시켜서, 19세기 프랑스 사회의 시대적 흐름을 극도의 사실성으로 투영해 보드빌 연극을 풍속희극의 새로운 경지로 발전시켰다.

## 대표작
- 《이탈리아 밀짚모자》(Un Chapeau de paille d’Italie) (1851년) - 마르크 미셸과 협업
- 《페리숑 씨의 여행》(Le Voyage de M.Perrichon) (1860년) - 에두아르 마르탱과 협업
- 《눈속임》(La Poudre aux yeux) (1861년)
- 《표적》(Le Point de mire) (1864년)
- 《문법》(La Grammaire) (1865년)
- 《철도》 (Les Chemins de fer) (1868년)
- 《3명 중 가장 행복한 남자》 (Le plus heureux des trois) (1870년)